# مری فولر
ماری فولر (انگلیسی: Mary Fuller؛ ۵ اکتبر ۱۸۸۸ – ۹ دسامبر ۱۹۷۳) یک هنرپیشه، و بازیگر سینما اهل ایالات متحده آمریکا بود.

## فیلم‌شناسی
از فیلم‌های او می‌توان به فرانکنشتاین اشاره نمود.